# 朴子教會
台灣基督長老教會朴子教會位於嘉義縣朴子市，是台灣基督長老教會嘉義中會西區所轄的教會之一。由甘為霖牧師開拓，母會為同位於朴子市的牛挑灣教會。

## 歷史
朴子教會為朴子市第二間教會，擁有超過百年歷史，為牛挑灣教會的子會；教會開拓時牛挑灣與南勢竹仍屬義竹，因朴子街民到牛挑灣禮拜較為不便，故商議在朴子街中心設立教會。1904年得到東石郡桑原政夫郡守幫助購地，為第一次獻堂。1961年，於六腳鄉開拓古林教會，成為六腳鄉的基督信仰中心
。

## 附屬機構
- 東明幼稚園[6]。

## 歷任牧者
| 任別       | 姓名   | 上任日期  | 離任日期 | 備註                                               |
| ---------- | ------ | --------- | -------- | -------------------------------------------------- |
| 第一任牧師 | 甘為霖 | 1885年8月 |          | 本會創立後第一位派駐於本會傳道者                   |
| 牧師       | 黃東識 |           |          | 曾任潮州、萬月、左營教會牧師，並參與左營教會之開拓 |
| 牧師       | 林光世 |           |          | 現任                                               |

## 交通
| 路線            | 業者     | 行先                   | 停靠站   |
| --------------- | -------- | ---------------------- | -------- |
| 幸福朴子2路支線 | 嘉義客運 | 朴子轉運站－朴子轉運站 | 朴子農會 |
| 7205            | 嘉義客運 | 嘉義－朴子             | 朴子農會 |
| 7206            | 嘉義客運 | 嘉義－塭港             | 朴子農會 |
| 7209            | 嘉義客運 | 嘉義－布袋             | 朴子農會 |

## 圖輯

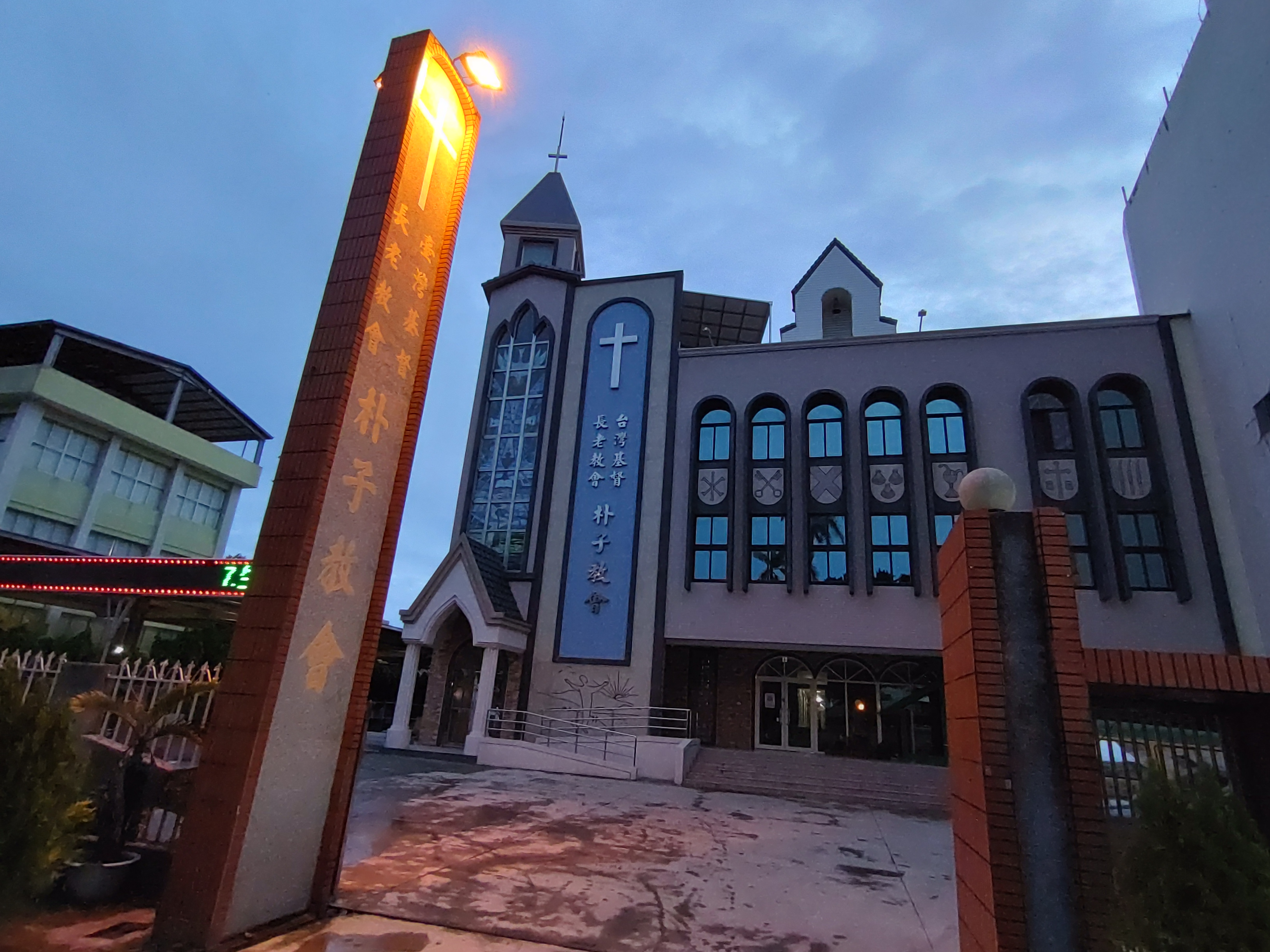
朴子教會
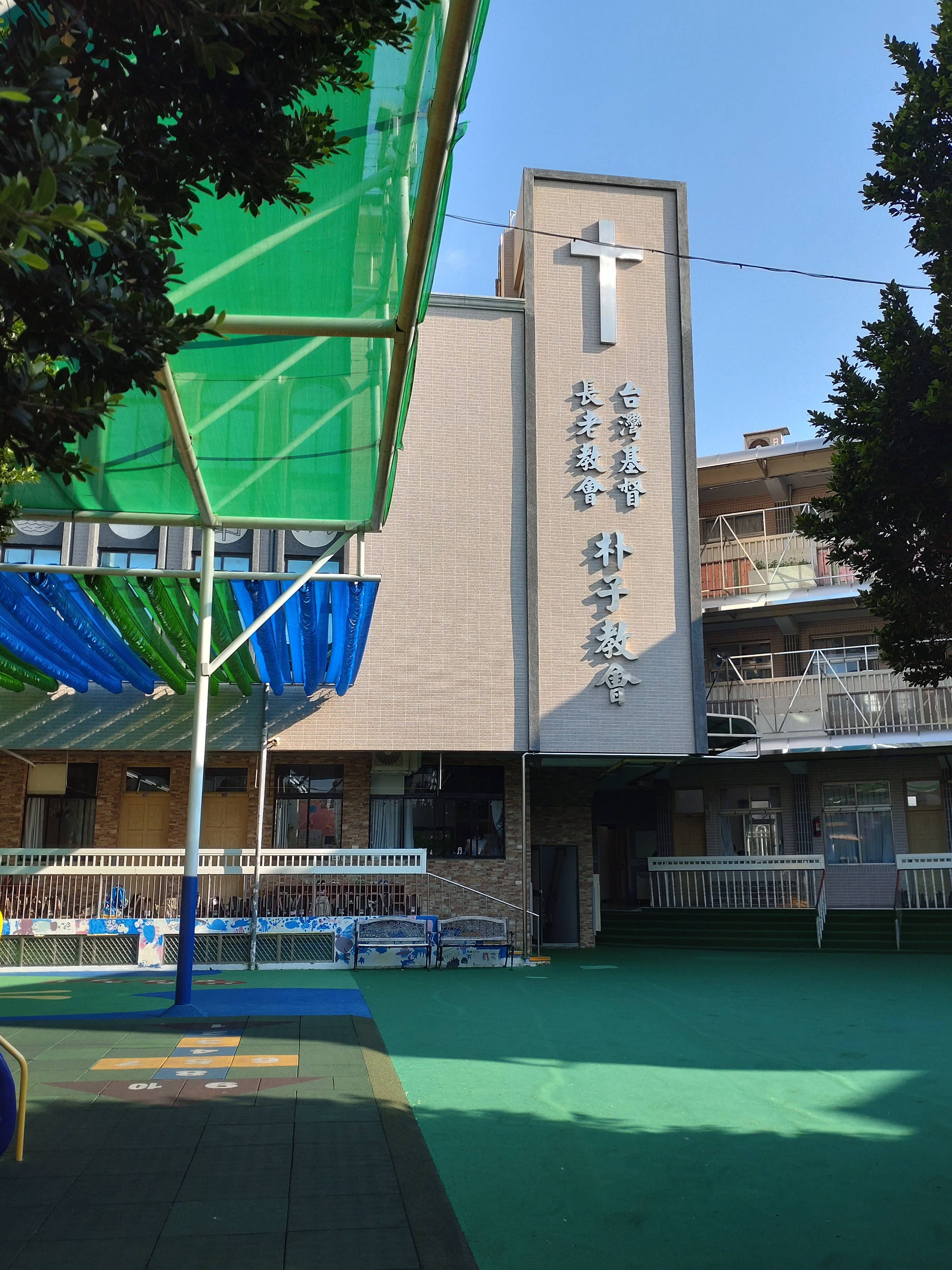
朴子教會側面照
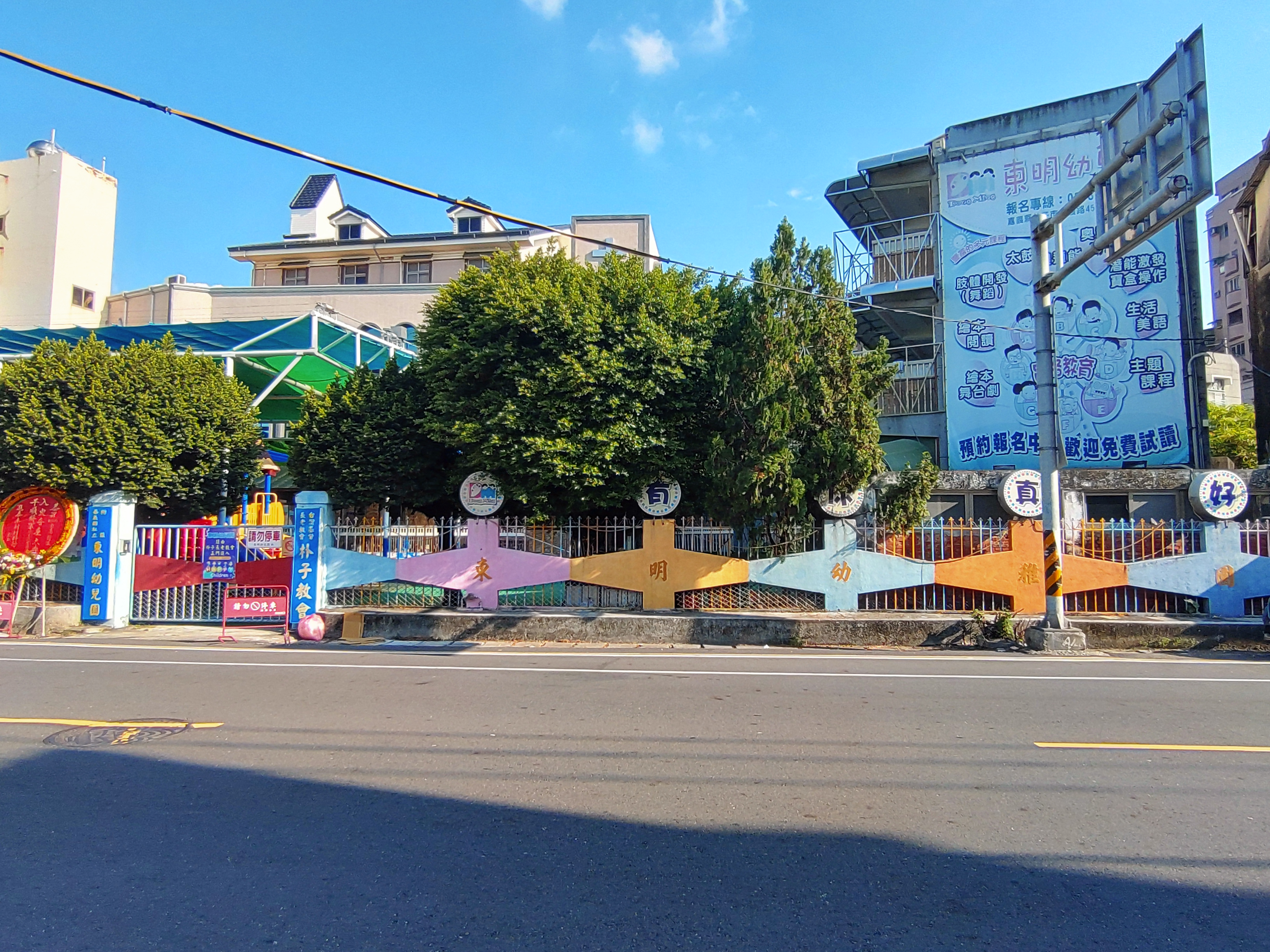
朴子教會附設東明幼稚園

## 周邊
- 7-ELEVEn朴站門市
- 東石郡役所
- 朴子地政事務所
- 嘉義縣政府警察局朴子分局

## 外部連結
- 朴子教會 （页面存档备份，存于）

1. ↑  .   [2021-10-02]. （原始内容存档于2021-10-02）.
2. ↑  .   [2021-10-02]. （原始内容存档于2021-08-22）.
3. ↑  顏尚文. . 臺灣: 嘉義縣政府. 2015-11-12 （中文（臺灣））. |journal=被忽略 (帮助)
4. ↑  .   [2021-10-02]. （原始内容存档于2021-10-02）.
5. ↑  陳逸凡. . 臺灣: 台灣教會公報社. 2019年8月13日 （中文（臺灣））. |journal=被忽略 (帮助)
6. ↑  .   [2021-10-02]. （原始内容存档于2021-10-02）.
7. ↑  .   [2021-10-02]. （原始内容存档于2021-10-02）.